# Ravi Coltrane
Ravi Coltrane (Huntington (New York), 6 augustus 1965) is een Amerikaanse jazzsaxofonist.

## Biografie
Coltrane groeide op in een muzikale familie. Zijn ouders zijn de jazzsaxofonist John Coltrane en de jazzpianiste Alice Coltrane. Zijn voornaam dankt hij aan Ravi Shankar. Tijdens zijn kindertijd speelde hij met zijn moeder en zijn broers John en Oran in een kwartet.
Na een opleiding aan het California Institute of the Arts behoorde hij aanvankelijk tot de band van Steve Coleman, maar hij trad ook op met Geri Allen, Dwayne Dolphin, Kenny Barron, McCoy Tyner, Pharoah Sanders, Herbie Hancock, Carlos Santana, Stanley Clarke, Branford Marsalis, Carola Grey en Torsten de Winkel. Nu en dan speelde hij ook met zijn moeder. Samen met Al Jarreau, Earl Klugh en George Duke was hij in 2005 op tournee in India.
In 1997 verscheen zijn eerste eigen album Moving Pictures, waarbij drummer Jeff 'Tain' Watts, bassist Lonnie Plaxico en pianist Michael Cain betrokken waren. Zijn volgende album From the Round Box (2000) speelde Coltrane met de pianiste Geri Allen, trompettist Ralph Alessi, bassist James Genus en drummer Eric Harland in. Op de volgende albums Mad 6 (2002) en In Flux (2005) werkte hij met bassist Drew Gress, pianist Luis Perdomo en drummer E.J. Strickland. Met zijn kwartet trad hij ook in 2004 op tijdens het Montreux Jazz Festival en het Newport Jazz Festival.
Zijn album Spirit Fiction (Blue Note Records, 2012 met Geri Allen en Luis Perdomo) telde Ben Ratliff tot de beste jazzalbums van 2012. In 2016 volgde het album In Movement, dat hij had ingespeeld in trio met Jack DeJohnette en Matthew Garrison en dat hem de derde nominatie voor een Grammy Award als best geïmproviseerde jazzsolo opleverde. Ravi Coltrane ontfermde zich over de publicatie van het album Both Directions at Once: The Lost Album (2018), met verdwenen veronderstelde opnamen van zijn vader van 1963. Volgens de auteurs Richard Cook en Brian Morton herinnert Ravi Coltrane qua stijl meer aan Joe Henderson en Dexter Gordon dan aan zijn vader.